# تامسون شل
تامسون شل (به انگلیسی: Thompson shell) اولین پوسته یونیکس بود، که در اولین نسخهٔ یونیکس در سال ۱۹۷۱ معرفی شد و توسط کن تامسون نوشته شده بود. تامسون شل یک مفسر سادهٔ فرمان بود، برای اسکریپت‌نویسی طراحی نشده بود، ولی با اینحال چند ویژگی نوآورانه برای واسط خط فرمان معرفی کرد و منجر به توسعهٔ پوسته‌های یونیکس بعدی شد.